# Мадонна со щеглом
«Мадо́нна со щегло́м» (итал.  Madonna del cardellino) — картина выдающегося итальянского художника Высокого Возрождения Рафаэля Санти, написанная в 1505—1506 годах, во время раннего, флорентийского периода.
Известны две другие Мадонны Рафаэля, написанные в те же годы: «Мадонна в зелени» и «Прекрасная садовница». Все три картины объединяют общие черты: красно-синее одеяние Девы Марии, пирамидальная композиция фигур на фоне природы и атрибуты — книга и щегол на данной картине.

## Происхождение иконографии
«Мадонна со щеглом» представляет собой распространённый иконографический тип изображения Девы Марии в искусстве Итальянского Возрождения и маньеризма. Вначале, в период интернациональной готики, обычными были изображения Мадонны с Младенцем, при этом Иисус держал в руке голубя, что прочитывалось в качестве символа Благовещения, Св. Духа и, одновременно, бескровной жертвы (имеется в виду кротость голубей). Общая символика птицы в руке связана с языческими представлениями о том, что душа человека со смертью отлетает, как птица.
Позднее сложилась легенда, согласно которой во время Крестного пути Иисуса Христа птица села Христу на голову и клювом выдернула из Его брови окровавленный шип от тернового венца. Кровь Спасителя брызнула и окрасила голову птицы в красный цвет. С тех пор у щеглов (лат. carduelis, от cardis — крючок, колючка), маленьких птиц отряда воробьиных, темя чёрное, а вокруг клюва красное кольцо. Поэтому изображение голубя в руках Младенца Христа постепенно вытеснялось изображением щеглёнка.
Однако в южных странах чаще изображали не щегла, а птиц особого подвида «канареек-неразлучниц» (англ. goldfinch — «золотая бахрома»). Это птицы с жёлтым оперением на груди и красной макушкой. Они обитают в жарком Средиземноморье и почитаются в качестве символа бескорыстной, самоотверженной любви. Согласно поверью, пара таких птиц неразлучна; когда одна из них погибает, другая птица пытается покончить с собой, бросаясь грудью на шипы терновника. Умирая, истекая кровью от пронзающего шипа, птица продолжает петь чтобы закончить песнь любви. Легенды о «поющих в терновнике» популярны в католических странах, и это не могло не найти отражения в изобразительном искусстве.

## Композиция и стиль картины
Картина написана молодым Рафаэлем в 1506—1507 годах во Флоренции. Считается его первым самостоятельным произведением, когда художник освободился от влияния своего учителя Перуджино. Фигуры Мадонны с младенцами Иоанном Крестителем и Христом вкомпонованы в треугольник, в чём ощутимо влияние Леонардо да Винчи — идеи этого мастера оказывали в те годы воздействие на многих флорентийских художников. Младенец Иисус держит в одной руке щеглёнка (cardellino) — символ; Иоанн гладит птичку по голове. Мадонна юна и прекрасна, как и на многих других картинах Рафаэля. Красный цвет её одеяния символизирует Страсти Христовы, синий — церковь. Книга в руке Марии символизирует «Трон Мудрости» (лат. Sedes Sapientiae). Этот термин обычно применяется к изображениям, на которых Мария восседает на троне с Иисусом на коленях, но в этом случае подразумевается, что камень, на котором сидит Мария, является её естественным троном.

## История картины
Эту картину по свидетельству Джорджо Вазари молодой Рафаэль написал к свадьбе флорентийского торговца Лоренцо Нази и Сандры ди Маттео Каниджани, совершившейся 23 февраля 1506 года. Когда 17 ноября 1548 года дом Нази был разрушен в результате землетрясения, картина оказалась разбитой на семнадцать фрагментов. Они, вероятно, были переданы Микеле ди Ридольфо дель Гирландайо для реставрации, но швы между частями оставались видны. Дальнейшая история картины неясна, только в 1646—1647 годах она упоминается в составе коллекции кардинала Джован Карло Медичи.
Ныне картина хранится в галерее Уффици во Флоренции. Другая картина — «Мадонна со щеглёнком», созданная Либерале да Верона (ок. 1470), — находится в музее Кастельвеккьо, в Вероне. В коллекции института Курто в Лондоне можно увидеть похожую композицию — «Мадонна с Младенцем Христом, Св. Елизаветой и Иоанном Крестителем с птицей» (там изображены голубь и Агнец) работы римского живописца Сассоферрато (ок. 1650)

## Реставрация картины
В 2002 году в Уффици началась реставрация картины Рафаэля под руководством Патриции Ритано, сотрудники которой в течение шести лет очищали поверхность картины от загрязнения и устраняли последствия её разрушения. Перед началом работы было проведено доскональное изучение картины с использованием рентгеновского излучения, компьютерной томографии, инфракрасной фотографии и лазера. Исследователям удалось идентифицировать и удалить все слои реставрационных работ прошлых веков, вернув картине первоначальный облик. В 2008 году она была возвращена на своё место в галерею Уффици, где всё это время её заменяла старинная копия.